# 巨型辐花海葵
巨型辐花海葵（学名：Radianthus macrodactylus）为大海葵科辐花海葵属的动物。分布于日本、印度西太平洋区以及南海西沙群岛等，一般附着在珊瑚的裸露的向阳处。